# Laminar Flow
Laminar Flow, studioalbum av Roy Orbison, utgivet 1979 på skivbolaget Asylum Records. 
Detta var Roy Orbisons sista studioalbum med nya låtar som gavs ut innan han avled 1988. Nästa album In Dreams (Greatest Hits) (1987) innehöll nyinspelningar av gamla hits och både Mystery Girl (1989) och King of Hearts (1992) gavs ut postumt.

## Låtlista
1. "Easy Way Out" (James Valentini/Frank Saulino)
2. "Love Is a Cold Wind" (Charlie Black/Rory Bourke)
3. "Lay It Down" (Robert Byrne/Tommy Brasfield)
4. "I Care" (Tom T. Hall)
5. "We're Into Something Good" (George Soule/Terry Woodford)
6. "Movin'" (Roy Orbison/Roma Price)
7. "Poor Baby" (Roy Orbison/Roma Price/Regi Price)
8. "Warm Spot Hot" (Eddie Struzick)
9. "Tears" (Roy Orbison/Roma Price/Danny Price/Regi Price)
10. "Friday Night" (Regi Price/Roma Price)
11. "Hound Dog Man" (Roy Orbison)